# Rhynchospora scirpoides
Rhynchospora scirpoides là loài thực vật có hoa trong họ Cói. Loài này được (Torr.) Griseb. miêu tả khoa học đầu tiên năm 1866.